# گویمون (اکلاهما)
گویمون(به انگلیسی: Guymon) شهری در ایالت اکلاهما کشور ایالات متحده آمریکا است که جمعیت آن در سرشماری سال ۲۰۱۰ میلادی، ۱۱٬۴۴۲ نفر بوده‌است.